# Boston Celtics 1999-2000
La stagione 1999-2000 dei Boston Celtics fu la 54ª nella NBA per la franchigia.
I Boston Celtics arrivarono quinti nella Atlantic Division della Eastern Conference con un record di 35-47, non qualificandosi per i play-off.

## Roster
| N° | Naz.                   | Ruolo | Sportivo          | Anno | Alt. | Peso |
| -- | ---------------------- | ----- | ----------------- | ---- | ---- | ---- |
| 0  | Stati Uniti (bandiera) | A     | Walter McCarty    | 1974 | 208  | 104  |
| 4  | Stati Uniti (bandiera) | AC    | Tony Battie       | 1976 | 211  | 104  |
| 5  | Stati Uniti (bandiera) | A     | Jamel Thomas      | 1973 | 198  | 98   |
| 5  | Stati Uniti (bandiera) | G     | Wayne Turner      | 1976 | 188  | 86   |
| 7  | Stati Uniti (bandiera) | G     | Kenny Anderson    | 1970 | 183  | 76   |
| 8  | Stati Uniti (bandiera) | A     | Antoine Walker    | 1976 | 203  | 102  |
| 11 | Stati Uniti (bandiera) | G     | Dana Barros       | 1967 | 180  | 74   |
| 20 | Stati Uniti (bandiera) | G     | Doug Overton      | 1969 | 191  | 86   |
| 27 | Stati Uniti (bandiera) | A     | Danny Fortson     | 1976 | 201  | 118  |
| 29 | Stati Uniti (bandiera) | AC    | Pervis Ellison    | 1967 | 206  | 95   |
| 34 | Stati Uniti (bandiera) | A     | Paul Pierce       | 1977 | 198  | 104  |
| 40 | Stati Uniti (bandiera) | A     | Calbert Cheaney   | 1971 | 201  | 95   |
| 44 | Stati Uniti (bandiera) | GA    | Adrian Griffin    | 1974 | 196  | 98   |
| 52 | Ucraina (bandiera)     | C     | Vitalij Potapenko | 1975 | 208  | 127  |
| 55 | Stati Uniti (bandiera) | A     | Eric Williams     | 1972 | 203  | 100  |

## Staff tecnico
- Allenatore: Rick Pitino
- Vice-allenatori: Jim O'Brien, Lester Conner, John Carroll, Andy Enfield, Kevin Willard, Mark Starns
- Preparatore atletico: Ed Lacerte